# مزرعه (خلخال)
مزرعه روستایی است که در استان اردبیل، شهرستان خلخال، بخش خورش رستم، دهستان خورش رستم شمالی قرار دارد.

## جمعیت
بر اساس سرشماری سال ۱۳۸۵ جمعیت این روستا ۲۸۳ نفر با ۶۳ خانوار بوده‌است.